# أل مكولي
أل مكولي (بالإنجليزية: Al McCauley)‏ هو لاعب كرة قاعدة أمريكي، ولد في 4 مارس 1863 في إنديانابوليس في الولايات المتحدة، وتوفي بنفس المكان في 24 أغسطس 1917.

## وصلات خارجية
- أل مكولي على موقعبيزبول رفرنس.كوم (الدوري الرئيسي) (الإنجليزية)
- أل مكولي على موقعبيزبول رفرنس.كوم (الدوري الثانوي) (الإنجليزية)